# Glencairn-Whiskyglas

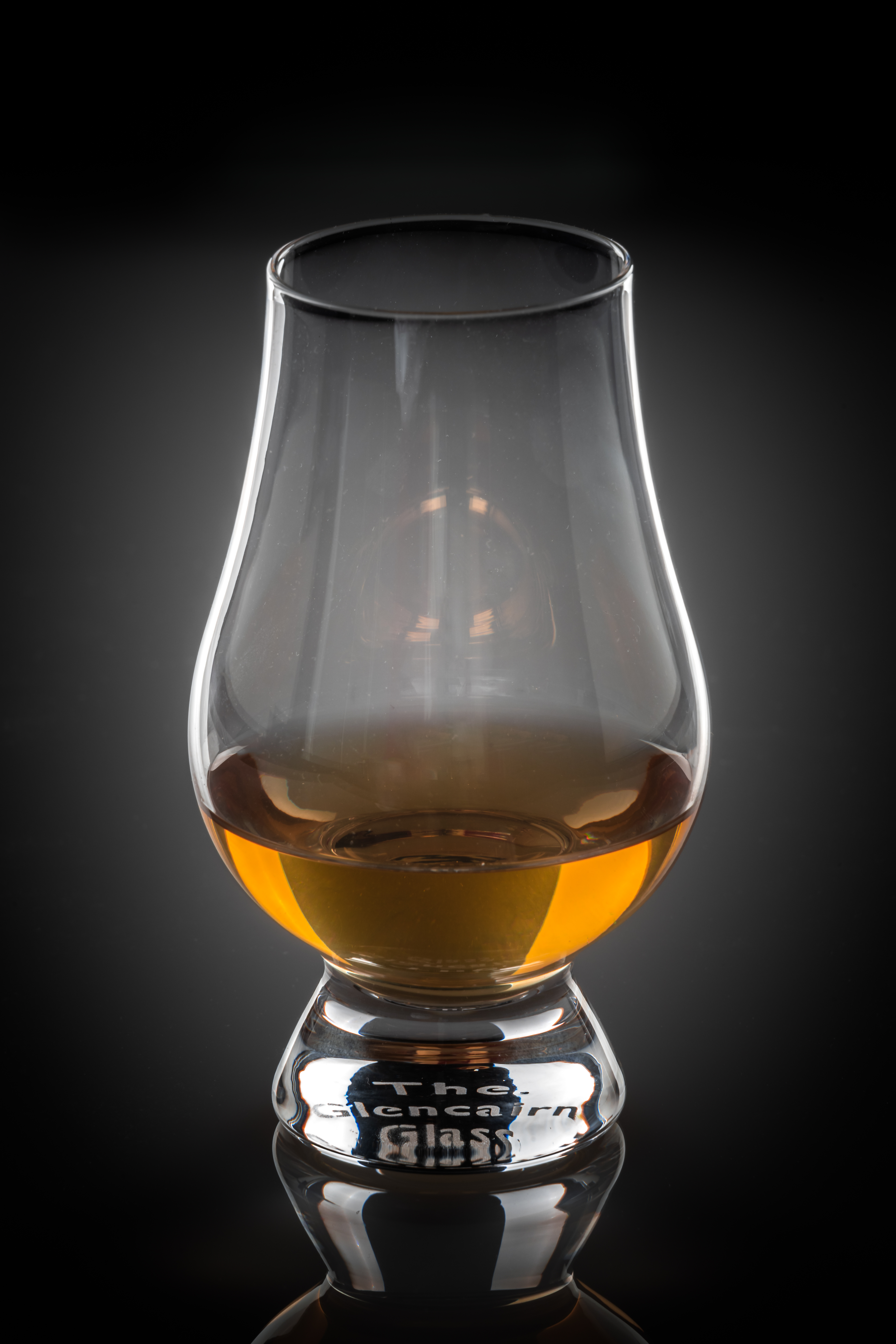
Ein Glencairn-Whiskyglas

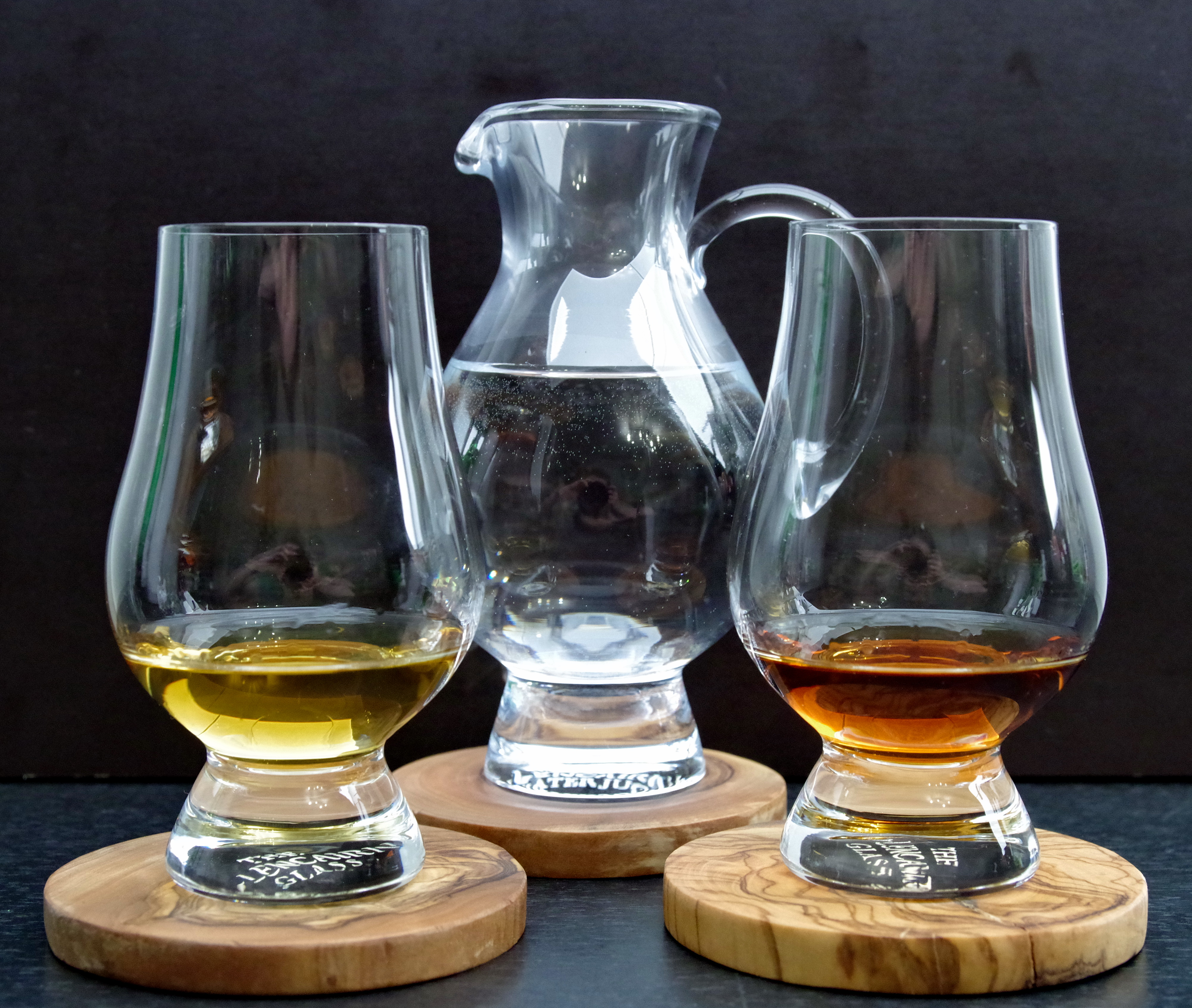
Zwei Glencairn-Whiskygläser mit Glencairn-Wasserkrug

Das Glencairn-Whiskyglas ist eine Trinkglasart, die von Glencairn Crystal Ltd, Schottland, speziell zum Probieren von Whisky entwickelt wurde. Ursprünglich in den 1970er Jahren von Raymond Davidson, dem Geschäftsführer des Unternehmens, entworfen, ist die Form des Glases von den traditionellen nosing copitas abgeleitet, die in Whisky-Labors in ganz Schottland verwendet werden. Das Glasdesign wurde mit Hilfe von Brennmeistern von fünf der größten Whisky-Herstellern in Schottland entworfen. Die Produktion des Glases begann 2001. Seitdem kamen auch „Mini-Glencairns“ und „kanadische Glencairns“ auf den Markt.
Das ursprüngliche Glencairn-Glas ist etwa 115 mm hoch und war in drei Varianten erhältlich: 24 % Bleikristall, bleifreier Kristall und Kalk-Natron-Glas. Die überwiegende Mehrheit der im Umlauf befindlichen Gläser besteht aus bleifreiem Kristall. Die Kalk-Natron-Variante wurde 2008 eingestellt. Mini-Glencairns sehen aus wie normale Glencairns, sind aber kleiner und werden in Destillerien zum Servieren von Proben verwendet. Die kanadischen Glencairns sind die größten der drei und wurden für kanadischen Whiskey hergestellt, der normalerweise auf Eis serviert wird. Daher hat der kanadische Glencairn eine breitere Schale und ein Fassungsvermögen von 350 ml.
Das Fassungsvermögen eines typischen Glencairn-Whisky-Glases beträgt ungefähr 175 ml, und es ist dafür vorgesehen, ungefähr 50 ml Flüssigkeit aufzunehmen. Durch den breiten „Bauch“ des Glases können sich die Aromen gut entfalten, durch den schmaleren „Hals“ werden sie gebündelt zur Nase  geführt. Der massive „Fuß“ des Glases ist weniger bruchanfällig als der Stiel traditionellerer Gläser.
Im Jahr 2006 gewann das Glas den Queen’s Award für Innovation.
Das Glencairn-Glas ist nicht das einzige speziell für den Genuss von Whisky entworfene Glas (andere Hersteller sind beispielsweise Riedel und Norlan Glass). Obwohl es zahlreiche Stile von Whiskygläsern gibt, ist der Glencairn der erste, der von der Scotch Whisky Association gebilligt wurde, und er wird von jeder Whiskyfirma in Schottland und Irland verwendet. Im Juni 2023 hat Glencairn Crystal eine Werbekampagne veröffentlicht, die sich gezielt an Whisky-Produzenten richtet und den Stand des Glencairn Glases unterstreicht.
Tumblers, Snifters und nosing copitas sind andere Arten von Gläsern, die üblicherweise zum Trinken von Whisky verwendet werden. Der traditionelle Stil des Whiskyglases ist ein Tumbler aus geschliffenem Kristall, ein ikonisches Design, das nach wie vor die am häufigsten verwendete Art von Whiskyglas ist. Ein Tumbler hält und fokussiert die Aromen jedoch nicht so sehr wie die sich nach oben verengenden Gläser. Da der Geschmack und Aromen für den Genuss eines Whiskys von besonderer Bedeutung sind, werden sich nach oben verengende Gläser von vielen Kennern bevorzugt.